# Косяченко Григорій Петрович
Григорій Петрович Косяченко (6 січня 1901 (24 грудня 1900), село Петропавлівка, тепер Луганської області — 8 липня 1983, Москва) — радянський державний діяч, 1-й заступник голови Держплану СРСР, голова Держплану СРСР. Член Центральної Ревізійної Комісії КПРС у 1952—1961 роках. Кандидат економічних наук, професор. 

## Життєпис
Народився в родині фельдшера.
У 1913—1914 роках навчався в ремісничому училищі. З 1914 року працював посильним магазину в Луганську, з 1915 по 1918 рік був учнем, а потім робітником Луганського паровозобудівного заводу.
Член РСДРП(б) з травня 1917 року.
З грудня 1917 року — боєць червоногвардійського загону Пархоменко. Під час контролю австро-німецьких військ над територією України 1918 року служив у партизанському загоні імені Ворошилова на території Харківської губернії, учасник партійного підпілля в Луганську. 
У 1919—1922 роках — у Червоній армії: спочатку політпрацівник, потім — уповноважений, з листопада 1920 року — військовий комісар, а з 1921 року — завідувач відділу постачання 42-ї стрілецької дивізії. 
У лютому —липні 1922 року — курсант воєнно-політичних курсів у Новочеркаську. З серпня 1922 року до 1926 року — слухач Військово-політичної академії імені М. Толмачова в Петрограді. 
У 1926—1929 роках — викладач військово-політичних курсів у Ленінграді.
У 1929—1931 роках — слухач Економічного інституту червоної професури в Москві
1931 року був призначений викладачем, начальником кафедри політичної економії Військової академії імені Фрунзе. З квітня 1933 по вересень 1940 року — завідувач кафедри політичної економії Військово-політичної академії імені Леніна в Москві.
У вересні — листопаді 1940 року — член редакційної колегії газети «Правда».
У листопаді 1940 — 1941 року — заступник голови, в 1941—1944 роках — 1-й заступник голови Державної планової комісії при РНК СРСР. Під час німецько-радянської війни брав участь у розробці військово-господарських планів і планів матеріально-технічного забезпечення воєнної промисловості й оборони країни.
З 1944 по січень 1949 року — редактор журналу «Планове господарство».
У січні — березні 1949 року — постійний представник СРСР в Раді Економічної Взаємодопомоги.
У березні 1949 — 5 березня 1953 року — 1-й заступник голови Державного планового комітету Ради міністрів СРСР.
5 березня — 8 серпня 1953 року — голова Державного планового комітету Ради міністрів СРСР.
8 серпня 1953 — 1957 року — 1-й заступник голови Державного планового комітету Ради міністрів СРСР.
У 1957—1960 роках — заступник міністра фінансів СРСР.
У 1960—1970 роках — директор Науково-дослідного фінансового інституту Міністерства фінансів СРСР.
Від жовтня 1970 року — на пенсії і водночас старший науковий співробітник Науково-дослідного фінансового інституту.
Написав кілька праць і був відповідальним редактором кількох видань з економічних та фінансових питань, зокрема автором і редактором колективної монографії «50 лет советских финансов» (М., 1967).
Помер 8 липня 1983 року в Москві.

## Нагороди
- два ордени Леніна (29.05.1944,)
- орден Жовтневої Революції
- орден Червоного Прапора
- орден Трудового Червоного Прапора (16.01.1981)
- два ордени Червоної Зірки  (28.10.1967)
- орден «Знак Пошани»
- медалі